# نصار منصور
نصار منصور (بالإنجليزية: Nassar Mansour)‏، (مواليد 2 فبراير 1967)، فنان وخطاط وأكاديمي ومصمم في مجال الفنون الإسلامية، متخصص في الخط الإسلامي. يعتبر من أمهر الخطاطين العرب المعاصرين اليوم.
اشتهر نصار بأبحاثه الأكاديمية الجادة حول الخط الإسلامي وبجهوده الأكاديمية والفنية في إحياء المحقق (أحد الخطوط الستة الكلاسيكية التي تحمل الخطوط الأولية) كوسيلة فنية ناجحة للخطاطين الإسلاميين المعاصرين. نصار هو أول أردني يحصل على إجازة في الخط من الخطاط التركي حسن الجلبي، في 2003، إسطنبول. في أبريل 2018، حصل على جائزة الإبداع الفني لجهوده الأكاديمية والفنية في إحياء رسم الخط المحقق من قبل مؤسسة الفكر العربي (ATF).

## المسيرة المهنية
ولد نصار في عمان، الأردن. وهو الابن الأصغر للشاعر الأردني الفلسطيني المعروف محمد منصور أبو منصور (1913-2000). جاءت عائلته في الأصل من جوريش (جوريش)، نابلس في فلسطين، لكن نصار عاش حياته كلها في عمان. حصل على درجة البكالوريوس في الدراسات الإسلامية والاقتصاد والإحصاء من الجامعة الأردنية عام 1988. لاحقًا في عام 1997، تخرج بدرجة الماجستير في الفنون الإسلامية تخصص الخط الإسلامي من جامعة آل البيت في الأردن. في عام 2007، حصل نصار على درجة الدكتوراه في فن الخط الإسلامي من مدرسة الأمير للفنون التقليدية (PSTA) في لندن.

## مهنة أكاديمية وفنية

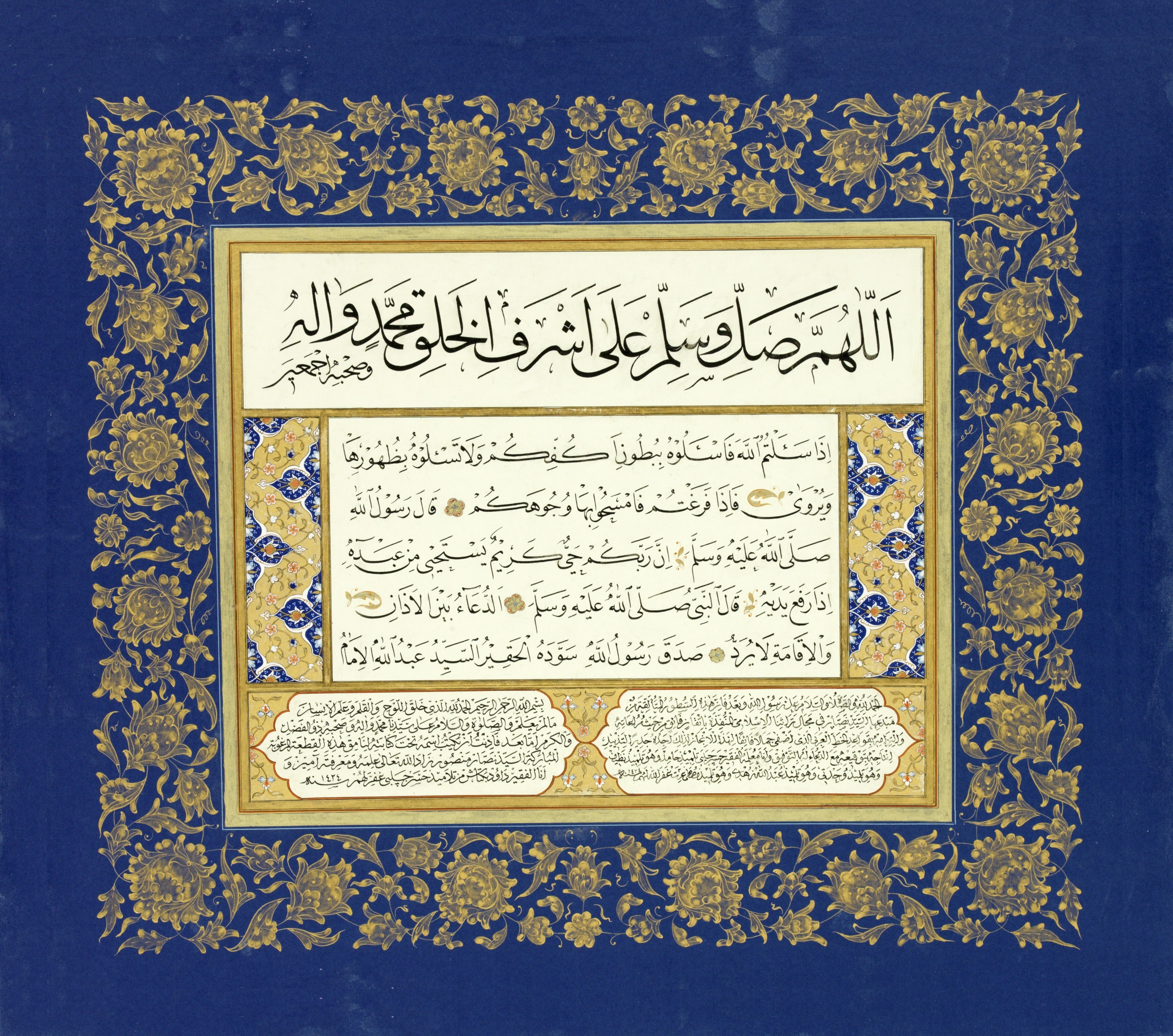
نصار، إجازة, ٢٠٠٣

بدأ نصار مسيرته الأكاديمية مباشرة بعد تخرجه كمحاضر (1988-1995) للخط العربي في كلية التربية ومركز اللغات في الجامعة الأردنية. في عام 1998، أصبح عضوًا في جامعة البلقاء التطبيقية في الأردن حيث ساهم في إنشاء معهد الفنون الإسلامية التقليدية عام 1998. كان هذا المعهد مسؤولاً عن إعادة بناء منبر صلاح الدين الأيوبي في القرن الثاني عشر. (منبر صلاح الدين) الذي تم تركيبه لاحقًا في عام 2006 في مكانه الأصلي بالمسجد الأقصى بالقدس. كان نصار مسؤولاً بشكل أساسي عن إعادة رسم وتصميم نقوش وزخرفة المنبر بأكملها. حاضر نصار في مدرسة الأمير للفنون التقليدية من 2002 إلى 2007 عندما كان يعمل على درجة الدكتوراه. نصار حاليًا أستاذ الخط الإسلامي والمخطوطات القرآنية في قسم الفنون الإسلامية بكلية الفنون والعمارة الإسلامية، جامعة وايز، الأردن، وباحث في جمعية المخطوطات الإسلامية (TIMA)، كامبريدج، مشروع - فهرسة المخطوطات القرآنية في الدولة المملوكية والدولة الإلخانية بدار الكتب بالقاهرة.

## الأعمال الفنية والمعارض

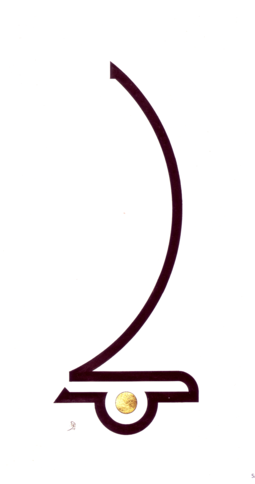
كون، 2003، مجموعة دائمة في المتحف البريطاني، لندن.

تعكس أعمال خط نصار محتوى ومعنى الكلمات والنص، وهو أسلوب طوره على مدار العشرين عامًا الماضية من الممارسة والبحث. تظهر أعماله الفنية الجمال والبساطة. لا تقتصر أعماله على الحبر على الورق، بل تمتد إلى وسائط أخرى مثل الحجر والسيراميك والفسيفساء والزجاج والخشب والمعادن وغيرها.
توجد أعمال نصار الفنية في المجموعات الدائمة للعديد من المتاحف العالمية مثل: المتحف البريطاني في لندن، ومتحف الخط المعاصر في موسكو (بالإنجليزية: International Exhibition of Calligraphy)‏، ومتحف آغا خان للفنون الإسلامية في تورنتو، والمتحف الوطني للفنون الجميلة في عمان وفي العديد من المجموعات الخاصة حول العالم. شارك في العديد من المؤتمرات وورش العمل والمعارض في مجال الخط في الشرق الأوسط وأوروبا والولايات المتحدة الأمريكية وأستراليا وكندا وباكستان وماليزيا وإيران وروسيا واليابان.

## مراجع المعارض الفردية

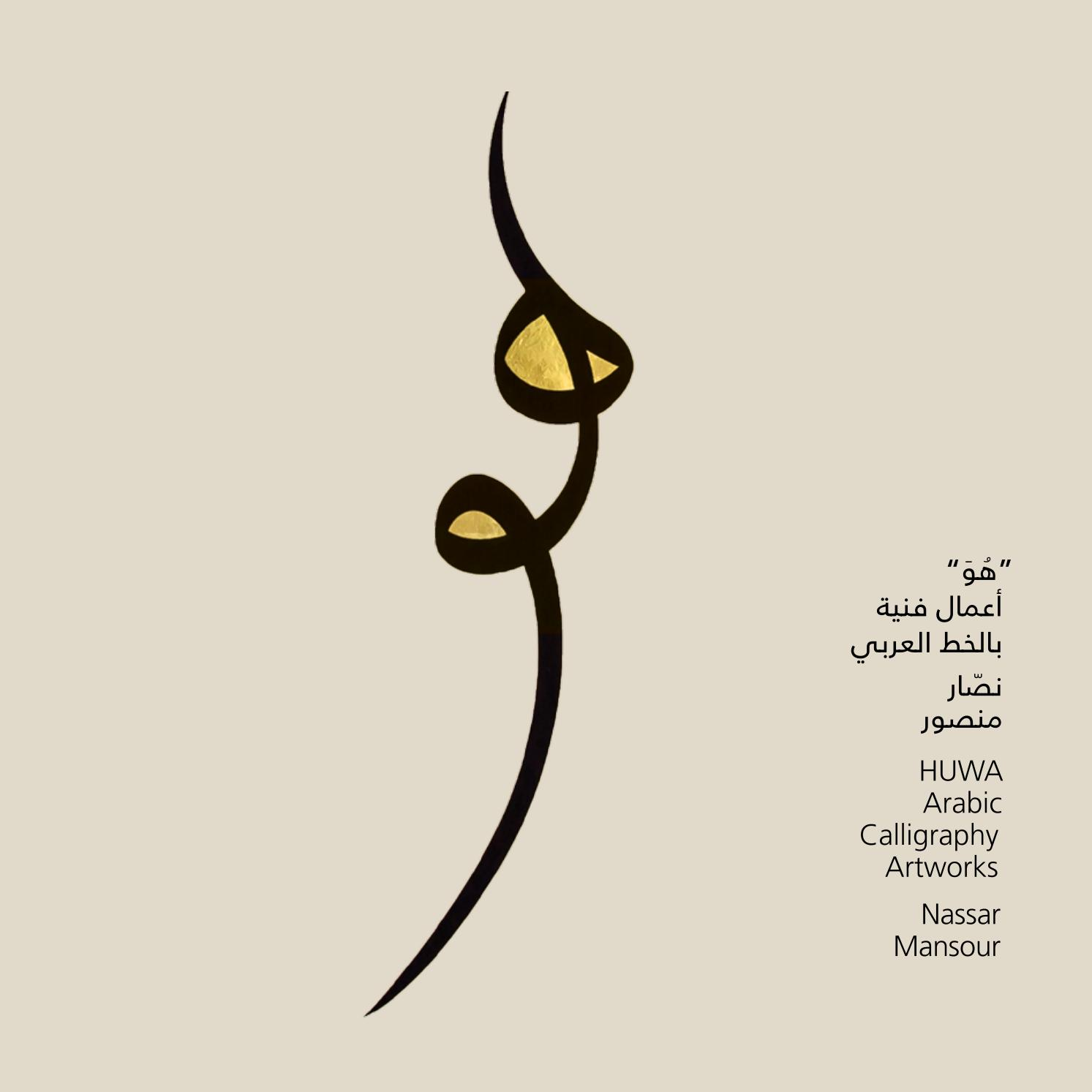
[https://issuu.com/arafatal-naim/docs/nassar_huwa_complete هو غلاف الكتالوج

## المنشورات

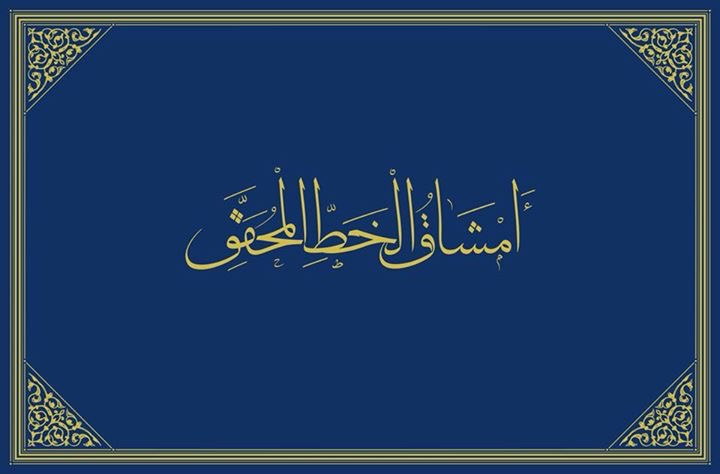
مشاق الخط المحقق بوك